# 중산리 윤락 충효비
중산리 윤락 충효비는 대한민국 경상북도 포항시 북구 중산리 산8-1에 있다. 2017년 9월 29일 포항시의 향토문화유산 제2017-05호로 지정되었다.

## 개요
윤락 충효비는 조선 중기 충신이며 효자인 윤락(1568~1644)의 행적을 기념하기 위해 그가 살던 송라면 중산리에 세운 비석이다. 비석은 도로가에 2012년 새로 지운 비각 안에 보전되어 있으며 비각은 살창을 두른 작은 맞배집이다.